# (687) Tinette
(687) Tinette ist ein Asteroid des Hauptgürtels, der am 16. August 1909 von Johann Palisa in Wien entdeckt wurde.
Die Herkunft des Namens ist unbekannt.